# Hail to Bermuda
 (juin 2019).
Si vous disposez d'ouvrages ou d'articles de référence ou si vous connaissez des sites web de qualité traitant du thème abordé ici, merci de compléter l'article en donnant les références utiles à sa vérifiabilité et en les liant à la section « Notes et références ».
Hail to Bermuda est l'hymne territorial des Bermudes, écrit par Bette Johns,. L'hymne officiel des Bermudes est l'hymne 
national du Royaume-Uni God Save the Queen, les Bermudes étant un territoire britannique d'outre mer.

## Paroles[5]
Hail to Bermuda,

My island in the sun.

Sing out in glory

To the nation we've become.

We've grown from heart to heart,

And strength to strength,

The privilege is mine

To sing long live Bermuda,

Because this island's mine!

Hail to Bermuda,

My homeland dear to me.

This is my own land

Built on faith

And unity.

We've grown from heart to heart

And strength to strength,

For Loyalty is Prime

So sing long live Bermuda,

Because this island's mine!